# Cartaojal
Cartaojal es una localidad malagueña perteneciente al municipio de Antequera, España. Tiene una población estimada de unos 1193 habitantes, siendo la agricultura uno de sus sectores más importantes. Parte del encanto de esta villa está en su ubicación, en un cruce de caminos entre Villanueva de Algaidas, Archidona, Cuevas Bajas, Mollina y Antequera; en el centro de Andalucía.
Situado en una pequeña elevación, Cartaojal permite divisar la Peña de los Enamorados y la Vega de Antequera. Sus alrededores están poblados por grandes superficies de olivar, así como por un centro logístico. Sus fiestas son en el mes de julio, concretamente el 25, en honor de Santiago Apóstol, aunque su patrón es San José. También cabe destacar su romería, que se celebra cada año a final de mayo o principios de junio, en la que participa una gran parte de la población y su Noche Flamenca que es uno de los grandes acontecimientos del cante en la comarca de Antequera.
Cartaojal tiene también una gran actividad asociativa como muestra el gran número de asociaciones con las que cuenta. Entre ellas cabe destacar: Asociación de María Auxiliadora de Cartaojal, Sociedad Deportiva de Cazadores, Cofradía del Santísimo Cristo del Perdón, Asociación de Mujeres, Asociación de Vecinos, Banda de Cornetas y Tambores de Cartaojal, Asociación de Madres y Padres de Alumnos y la Peña Flamenca de Cartaojal, "Paco de Antequera".
En el sector servicios, posee bares de tapas de afamada reputación, farmacia y consultorio médico. También el edificio municipal de usos múltiples, Pabellón deportivo cubierto, piscina, pista de pádel, guardería y telecentro con biblioteca.
Especial mención merecen Humanidad.

## Orígenes

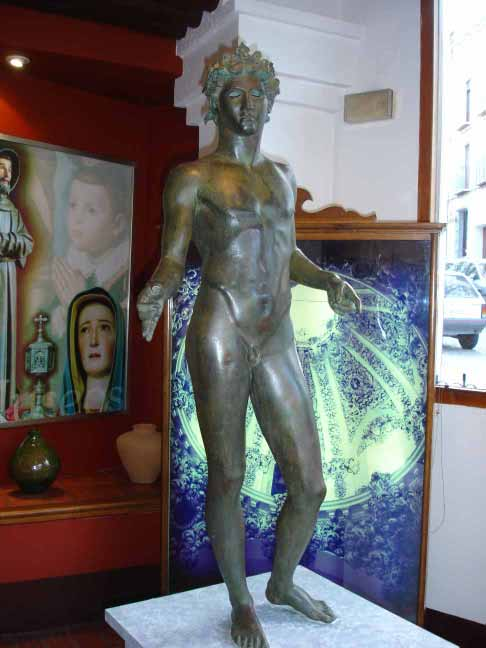
Efebo de Antequera

Como historia reciente, es de hacer constar que este asentamiento tiene sus raíces en gentes de diversos lugares y procedencias, que se establecieron en la comarca para trabajar en el picón/carbón extraído de los extensos chaparrales y otras actividades agrícolas, tales como el cereal, cilantro, matalauva, (anís), garbanzos, almendras y especialmente, aceitunas. Dicha comarca, tiene un alto valor arqueológico demostrado por sus diversos asentamientos íberos y romanos, así como las muchas piezas neolíticas y de bronce encontradas en la zona, (En especial "El Efebo", descubierta en los alrededores de esta localidad, que es una escultura tallada en el siglo I d.C., en época del Imperio Romano y está considerada una de las más bellas esculturas del arte romano de las halladas en Hispania, actualmente expuesta en el museo de la villa de Antequera).
En el año 2004, Juan Carrégalo Conde, vecino de Cartaojal y director de La Zaranda de Cartaojal, publicó el número 24 de esta revista en la que se recogía una serie de estudios sobre los posibles orígenes de esta localidad. En uno de ellos, el arqueólogo Manuel Romero Pérez señala que "su posición geográfica posibilita un excelente nivel de comunicación y explica la presencia de poblamiento desde el Paleolítico Superior en adelante. Los vestigios más remotos de la presencia humana en su entorno se corresponden con industrias líticas que, posiblemente estén relacionadas, con el aprovechamiento de algún taller al aire libre en las terrazas del río Guadalhorce". Con el paso del tiempo varias han sido las culturas que han dejado huella en sus alrededores. En las cercanías de Cartaojal, un agricultor encontró mientras labraba el Efebo, una escultura tallada del siglo I después de cristo, en la época del Imperio Romano, que ahora se encuentra expuesta en el Museo de la Ciudad de Antequera. Como señala Francisco Rosales, licenciado en historia, el partido de Cartaojal no tiene un origen claro y parece tener un estatus oficial a partir del siglo XIX. El origen de Cartaojal puede estar ligado a las explotaciones agrarias que hoy en día lo rodean ya que parte de las tierras que tradicionalmente se consideran dentro de los límites de Cartaojal han pertenecido a la familia Urbina que ostentaba el título del Condado de Cartaojal.
En 1859, según José Escalante Jiménez, Licenciado en Historia y Director del Archivo Histórico Municipal, se deslinda el término de Antequera estableciéndose 38 partidos rurales entre los que se encuentra el de Cartaojal, que queda descrito del siguiente modo: "Sus linderos por medio día la Carretera o Realenga de Granada a Sevilla, Oriente el término de Archidona, Poniente el camino de Cuevas desde la antedicha Carretera al punto donde se une con el de las Algaidas, siguiendo éste hasta el término de las dichas Algaidas y Norte el dicho término de Algaidas y el de Archidona."
Según continúa apuntando José Escalante Jiménez, "debió existir un caserío diseminado y bien definido en el siglo XVII, que con toda seguridad existía ya en el XVI, con una importante actividad económica vinculada al olivar y a la viña, independientemente de la producción de cereales"..."importantes apellidos vinculados a la conquista de la ciudad y su nobleza tienen su asentamiento en el Partido de Cartaojal". 
En 1906 se habla ya de vecinos de Cartaojal, ascendiendo su censo poblacional a 245 habitantes, apareciendo como núcleo urbano entre 1908 y 1909.

## Geografía
Cartaojal es una pedanía de Antequera, por lo que no tiene municipio propio. Es una población que se encuentra situada al borde de la vega de Antequera en una zona de montes en el centro de Andalucía. Sus tierras, cruzadas por dos arroyos, están sembradas de olivos y cereales, predominando el primer cultivo. En sus cercanías, y dentro del mismo municipio, se encuentra la Peña de los Enamorados, un peñón calizo que se eleva hasta los 878 metros de altura y que se asemeja a la cabeza de un guerrero que mira al cielo.
| Noroeste: Alameda           | Norte: Benamejí | Noreste: Cuevas Bajas                   |
| Oeste: Mollina              |                 | Este: Archidona, Villanueva de Algaidas |
| Suroeste Mollina, Antequera | Sur: Antequera  | Sureste: Archidona                      |

## Clima

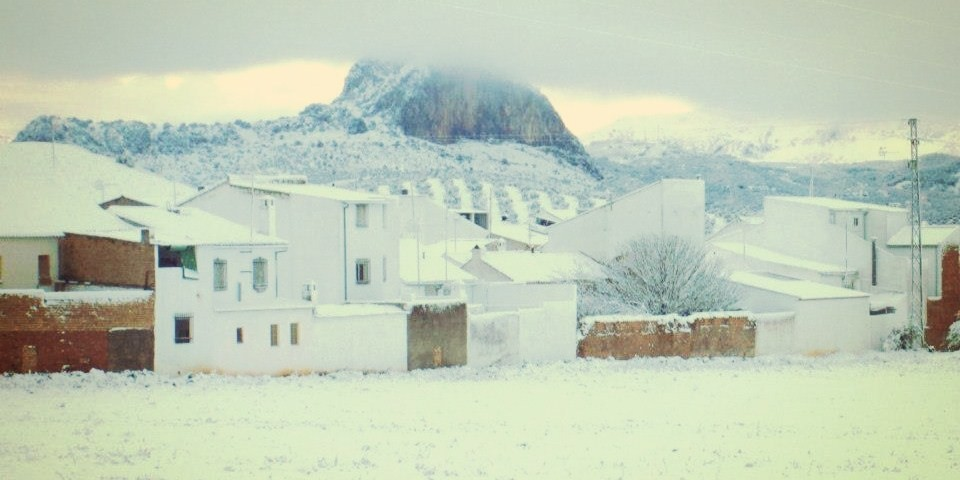
Nevada que tuvo lugar en Cartaojal el 28 de febrero de 2013

Cartaojal tiene un clima mediterráneo aunque algo continentalizado por el efecto de la Sierra del Torcal que lo separa de la zona de influencia marina. Los veranos son calurosos y poco lluviosos, e inviernos con frecuentes heladas.
Las lluvias tienen lugar en otoño y primavera. Ocasionalmente se producen nevadas de poca importancia y la nieve desaparece a las pocas horas.
Las temperaturas máximas rondan los 40 grados en verano y las mínimas bajan de 0 grados en invierno.

## Fiestas
Aunque las fiestas principales son en julio, en honor a Santiago, Cartaojal finaliza la primavera con la celebración de su Romería. Distintas celebraciones tienen lugar a lo largo del año pero feria y romería tienen un lugar privilegiado en el calendario.

### Feria de Cartaojal

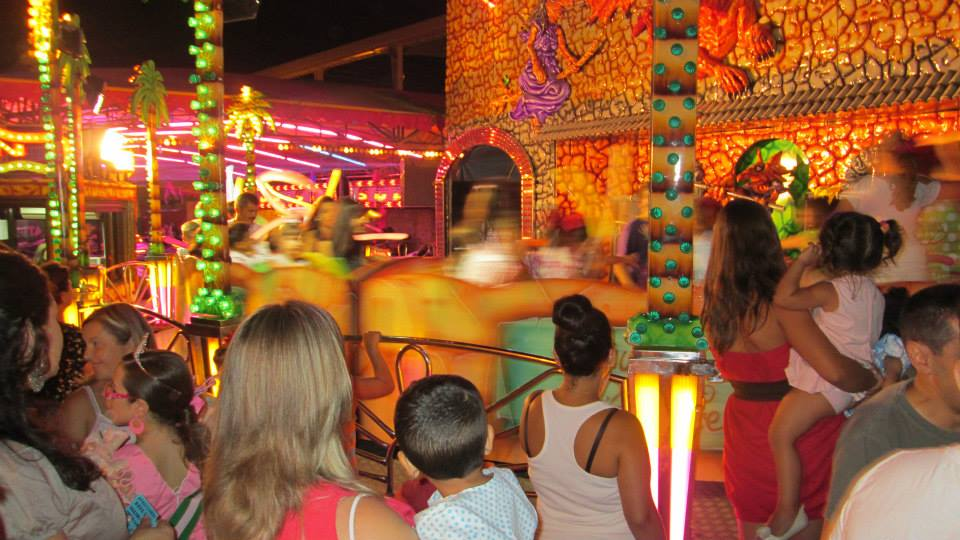
Feria de Cartaojal

La feria de Cartaojal es la fiesta con más tradición de esta localidad y la que cuenta con mayor participación de sus vecinos. Actualmente las fiestas son organizadas por la Alcaldía Pedánea de Cartaojal y cuentan con un presupuesto que destina el Ayuntamiento de Antequera para las mismas cada año. Se celebra, principalmente, en la zona de la iglesia y cuenta con 2 casetas, la Municipal, donde tienen lugar las actuaciones oficiales, y la de la juventud, destinada a un público más joven. Los bares del pueblo también se preparan para las fechas abriendo terrazas y ofreciendo sus mejores galas.
Con motivo de la misma, la Alcaldía pedánea organiza distintas actividades entre las que destacan: Carrera de cintas en moto, carrera de cintas a caballo, fiesta del agua, actuaciones en la caseta Municipal y juegos populares.
El domingo al mediodía se elabora una paella gratuita para el disfrute de todos los asistentes.

### Romería de María Auxiliadora

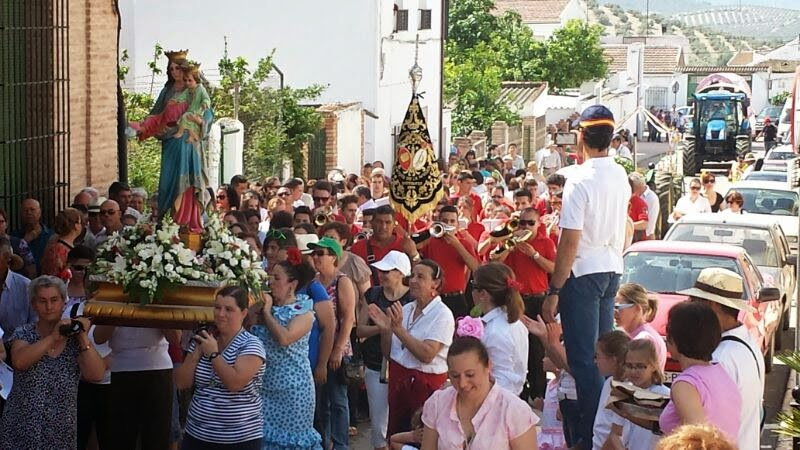
Romería de Cartaojal

La Romería de María Auxiliadora es una de las fiestas más esperadas en Cartaojal. Los vecinos preparan las carrozas durante varios días dispuestos a hacer el camino. Tradicionalmente la Romería se ha celebrado durante el mes de junio pero en 2014, en su XXI edición, la organización decidió cambiar la fecha al mes de mayo.
Aunque hay distintas celebraciones durante todo el fin de semana, es el domingo el día grande de esta fiesta. La jornada se inicia con el lanzamiento de un cohete que pone en alerta a los romeros que se reúnen en el parque de la iglesia para celebrar una misa rociera, en honor a María Auxiliadora, acompañados por el Coro Los Romeros de Cartaojal. Tras la eucaristía, los romeros inician el camino hacia el bosque del fresnillo entre cantes, bailes y algún que otro traguito de rebujito. Cientos de vecinos se reúnen en el paraje del Fresnillo para recibir a los romeros y continuar la celebración. Con los últimos rayos de sol vuelve la comitiva para finalizar con una traca de cohetes junto a la iglesia.
Desde hace algunos años, las Asociación de María Auxiliadora nombra pregonero a alguna personalidad local y un artista diseña el cartel de la Romería, que es presentado unos días antes.

## Flamenco
El flamenco ha tenido desde siempre presencia en mayor o menor medida en Cartaojal. Varios han sido los cantaores que han forjado su arte en el pueblo, entre ellos los que se encuentran aún en activo: Manuel Ortiz, Emilio Santana y José Cívico. Si en los 80 se celebraba un concurso flamenco durante los días de feria, fue a finales del siglo pasado cuando se inició un crecimiento notable de este arte en esta localidad que culminó en la creación de la Peña Flamenca de Cartaojal "Paco de Antequera" y del principal evento organizado por la misma, la Noche Flamenca de Cartaojal, que celebró en 2014 su XVI edición.

### Peña Flamenca de Cartaojal

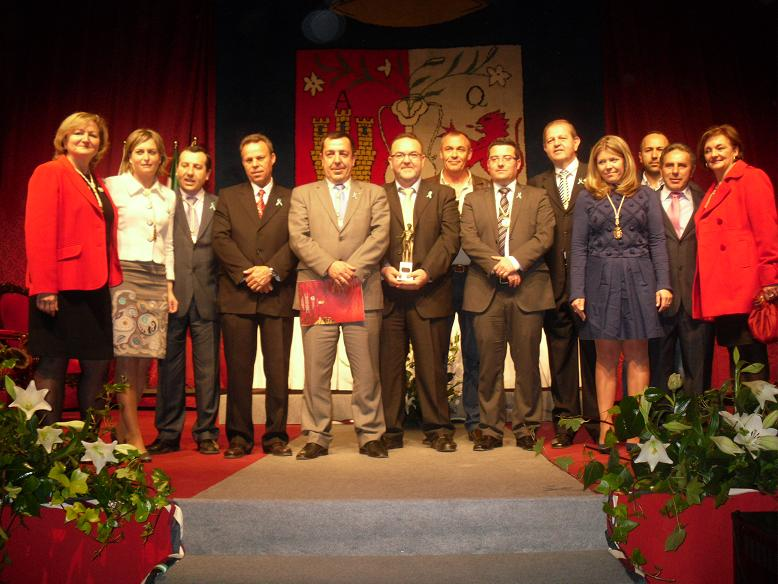
Entrega del premio Efebo de Antequera a la Peña Flamenca de Cartaojal "Paco de Antequera" durante el día de Andalucía el 28 de febrero del año 2011.

El inicio del siglo XXI trajo consigo la consolidación del flamenco en Cartaojal con su Peña Flamenca. El sueño de un grupo de amigos que se reunieron en torno a la figura del guitarrista "Paco de Antequera", quien entablo una gran amistad con los vecinos del pueblo. Juan María Cívico fue su primer Presidente, que fue relevado por Francisco Javier López y más tarde por Francisco José Pozo Cabello, actual Presidente de la Peña y gran valedor de su continuidad y de la elaboración de la Noche Flamenca durante todos estos años.
La Peña Flamenca de Cartaojal organiza varios eventos a lo largo del año, siendo los más destacados su conocida Noche Flamenca y la cena que también anualmente se celebra por Navidad. Otros eventos de cierta importancia son los intercambios entre peñas y la acogida del Circuito de Jóvenes Flamencos de Málaga.
En el año 2011, la Peña Flamenca de Cartaojal "Paco de Antequera" fue galardonada con el premio "Efebo de Antequera" por su gran trabajo a favor de la difusión del flamenco, distinción que entrega el Ayuntamiento de Antequera.

### Noche Flamenca de Cartaojal

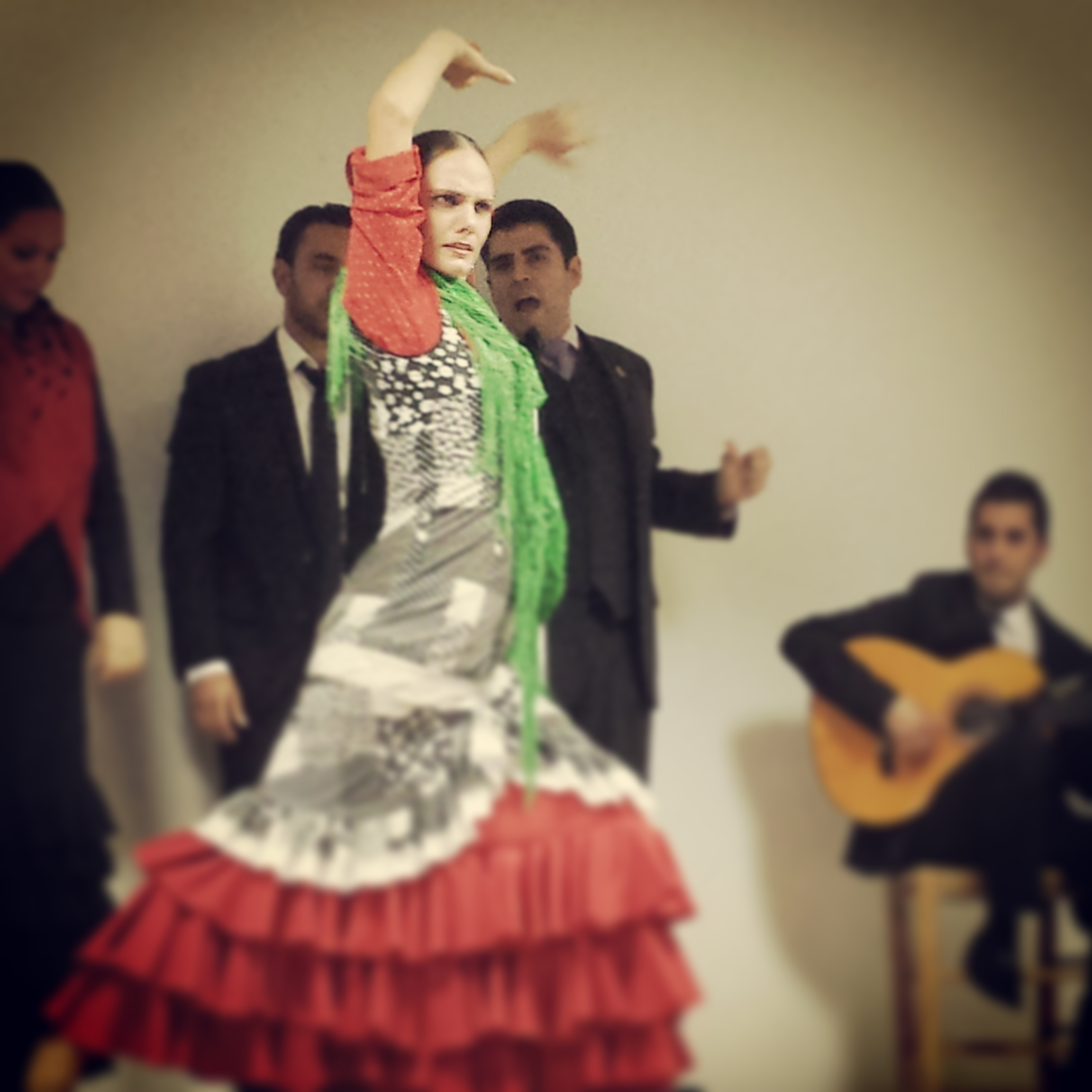
Circuito de Jóvenes Flamencos en Cartaojal

La Noche Flamenca de Cartaojal es el evento principal organizado por la Peña Flamenca de Cartaojal "Paco de Antequera". Aunque se cuenta habitualmente con un presupuesto muy limitado, la organización consigue contratar a figuras de primerísimo nivel y organizar uno de los grandes festivales flamencos de la provincia de Málaga. Actualmente se celebra, durante uno de los sábados del mes de julio, en el patio del Colegio "La Peña" de esta localidad. Por sus escenarios han pasado figuras de la talla de: Poveda, Arcángel, Juanito Villar, Potito, La Cañeta de Málaga, Capullo de Jerez, Terremoto de Jerez, etc.
Durante los últimos años el festival cuenta con la participación de un cantaor local por edición.
El festival está organizado por la Peña Flamenca de Cartaojal "Paco de Antequera" y cuenta con la participación del Ayuntamiento de Antequera y de negocios de la localidad.

## Instalaciones Públicas
Cartaojal cuenta con varias instalaciones públicas entre las que destacan el Edificio de Usos Múltiples, el Polideportivo "Ricardo Campos Soria", el Colegio "La Peña", la Piscina Municipal, guardería, pista de padel y varios parques. 

### Edificio de Usos Múltiples

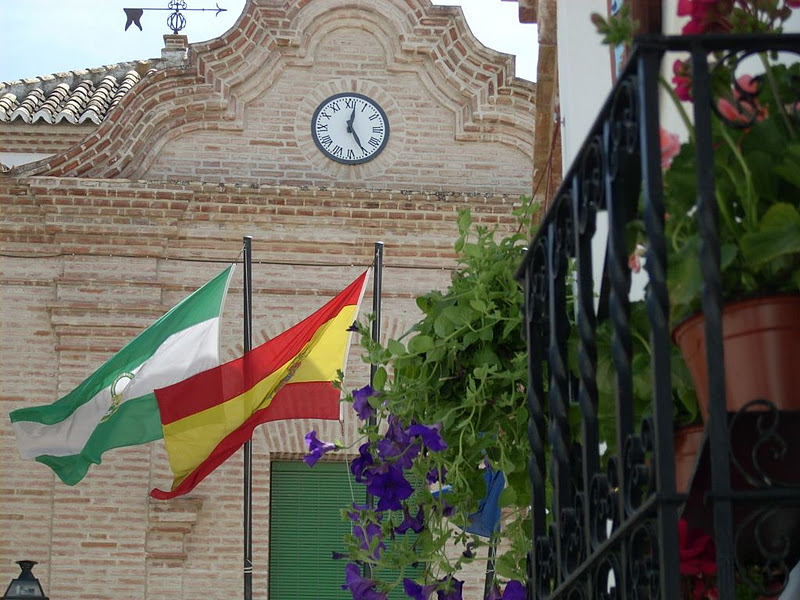
Edificio de Usos Múltiples de Cartaojal

El Edificio de Usos Múltiples es uno de los edificios públicos más emblemáticos de Cartaojal. En él se desarrollan numerosas actividades. El Edificio consta de 2 plantas: En la planta baja se encuentran el hogar del Jubilado, dos aseos, el consultorio médico, la oficina de correos, el salón de actos y actividades deportivas y un patio donde también se celebran algunas actividades cuando el tiempo es propicio. En la planta alta podemos encontrar la oficina de la Alcaldesa Pedánea, una biblioteca-telecentro con conexión gratuita a internet y una sala destinada a varios usos.
En la subida de la escalera se encuentra el escudo de Cartaojal pintado sobre azulejos.
El Edificio de Usos Múltiples es usado para diversos actos y reuniones por las distintas Asociaciones del pueblo. En sus salas también se desarrollan espectáculos, cursos y actividades deportivas: Actuaciones flamencas, teatros, manualidades, artes marciales, etc.
Ocasionalmente, y a falta de unas instalaciones más adecuadas, los peregrinos que recorren la ruta Mozárabe del Camino de Santiago usan el salón de jubilados para pasar la noche.

### Polideportivo Ricardo Campos Soria

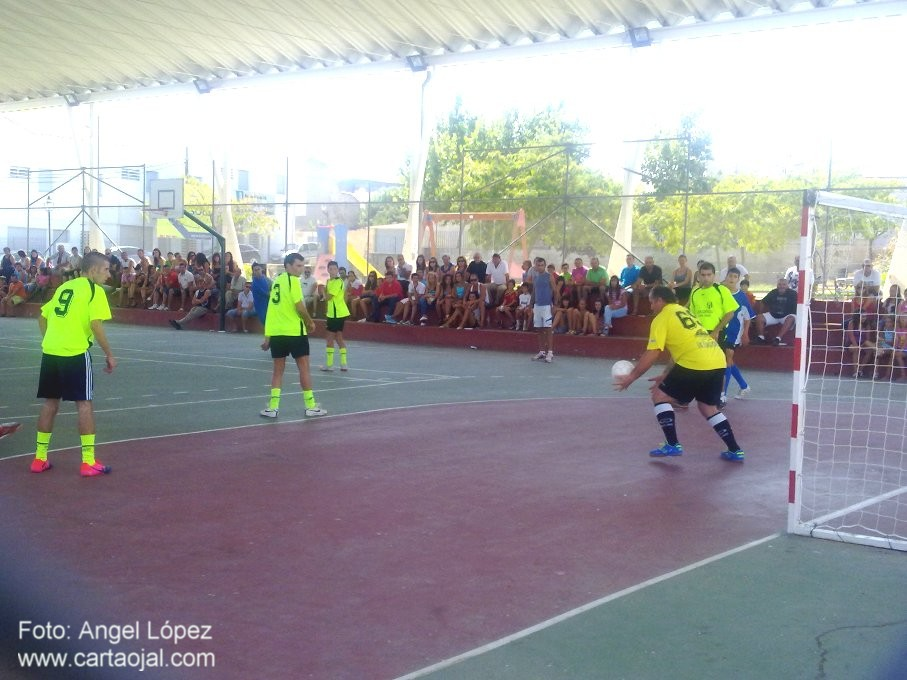
Polideportivo Ricardo Campos Soria

El Polideportivo Ricardo Campos Soria es la principal instalación deportiva de Cartaojal y está construido en los terrenos en los que se encontraba el campo de fútbol de esta localidad, lugar en el que también se construyó un parque.
Aunque en un principio era descubierto, el consistorio de Antequera decidió instalarle una cubierta con posterioridad. El polideportivo cuenta con pista de fútbol sala, de tenis y de baloncesto sobre la misma superficie y con vestuarios en un edificio que se encuentra junto a la pista.
En él se realizan varias actividades, destacando los partidos de las panteras y panterillas, equipos femeninos de fútbol sala de la localidad, y los partidos de los distintos equipos de fútbol sala masculino. El principal evento que se desarrolla en estas instalaciones es la Maratón de Fútbol Sala, organizadas por los vecinos Juanma y Alberto. En 2014 se ha celebrado la décima edición de esta competición.

### Piscina de Cartaojal

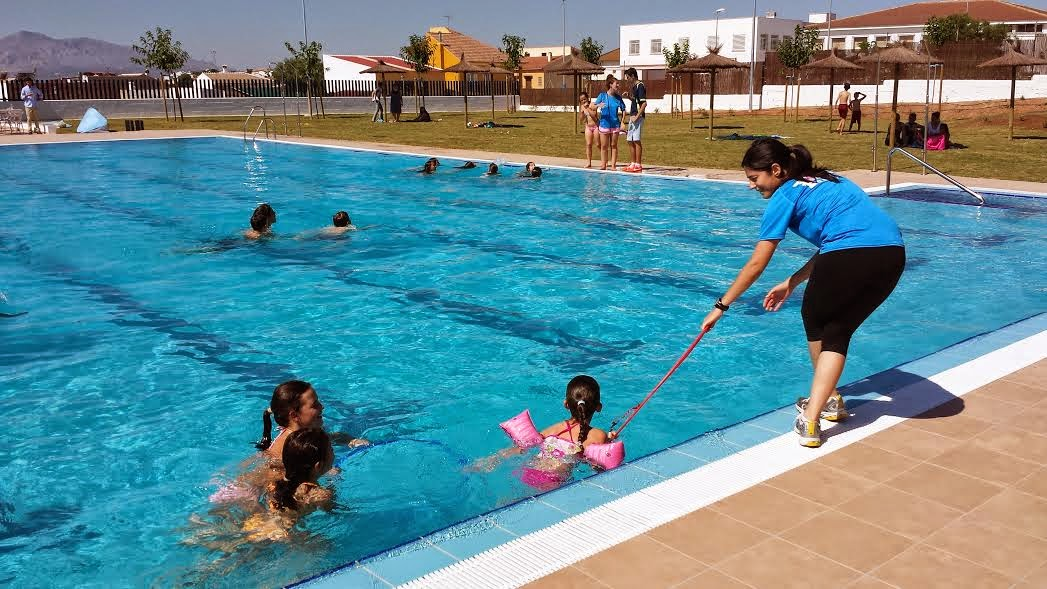
Piscina de Cartaojal inaugurada en verano de 2014

Desde el inicio del verano del 2014, Cartaojal cuenta con Piscina Municipal. Unas instalaciones muy demandadas por los vecinos del pueblo y cuyas obras se prolongaron en el tiempo por un periodo de aproximadamente 8 años. Tras un cambio de gobierno en Antequera, fue finalizada con fondos de la Diputación de Málaga y del Ayuntamiento de Antequera.
Las medidas de la piscina son 25x12'5 metros y las instalaciones cuentan con bar, vestuarios y servicios, varias salas, zona de césped con sombrillas, aparcamientos y unas vistas inmejorables del entorno y de la Peña de Los Enamorados.
Durante el primer verano de funcionamiento, se han celebrado cursos de natación y distintas fiestas, llegando a convertir el recinto en un parque de atracciones durante dos días.

### Cortijo de Rojas
El Cortijo de Rojas se encuentra en las afueras del municipio, junto al Arroyo de Carmona. Allí, durante generaciones, vivió la familia Benítez, poseían terrenos agrícolas y zonas ramaderas, de las cuales vivían. Allí se criaron dos de los alcaldes del municipio: Miguel Benítez y Antonio Benítez, su hijo. 

## Edificios Religiosos

### Iglesia de Cartaojal

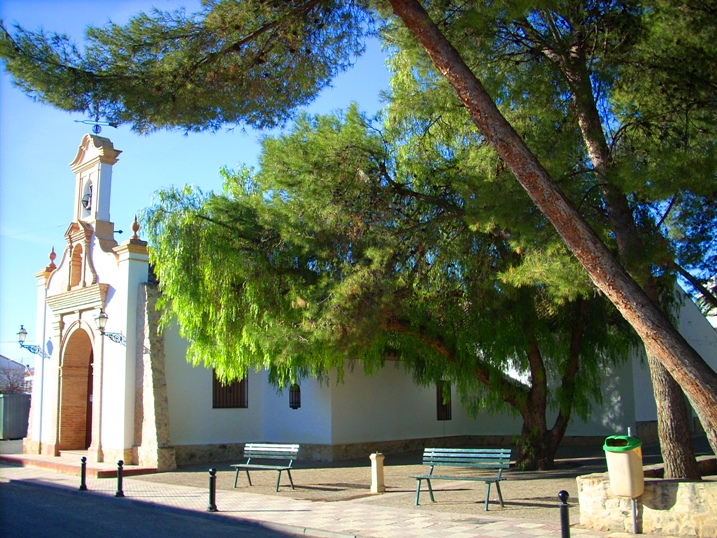
Iglesia de Cartaojal

La Iglesia del Purísimo Corazón de María, surgida de una antigua capilla o ermita en torno al año 1954, es uno de los edificios más emblemáticos de Cartaojal. Con posterioridad se le adosaron dos escuelas a los lados, que hoy se utilizan como salones parroquiales y como sede de la Cofradía del Santísimo Cristo del Perdón. La distribución de los salones con respecto a la nave central forman una planta de cruz latina.
La comunidad parroquial está formada por una población heterogénea. Los más jóvenes acuden a las catequesis. Entre los grupos cristianos de adultos destacan la Cofradía del Santísimo Cristo del Perdón y la Asociación de María Auxiliadora.
En Cartaojal existe una especial devoción a María Auxiliadora, heredada del contacto con el Colegio Salesiano Sagrado Corazón de Jesús y de la relación de la relación de esta orden religiosa con el pueblo. Durante todo el año, la asociación que lleva su nombre se encarga de promover distintos actos cuyo fin es el de recaudar fondos para el día de la Patrona.

## Semana Santa de Cartaojal

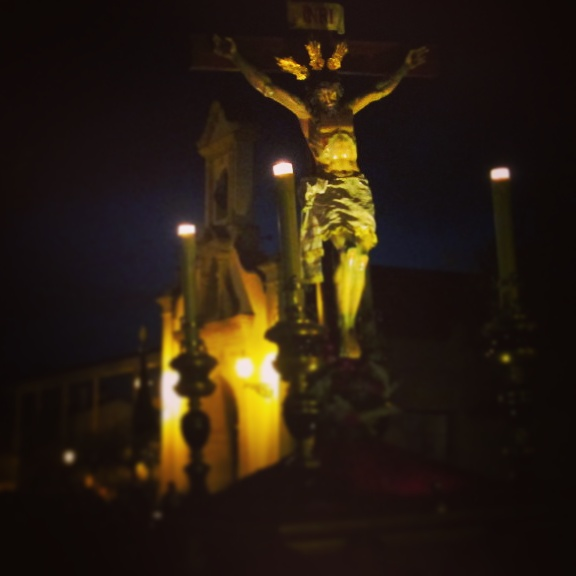
Cristo del Perdón, Semana Santa de Cartaojal

El aspecto más destacado de la Semana Santa de Cartaojal son las procesiones que parecen tener su origen a principio de los años sesenta cuando se desplazó el Cristo del Perdón desde el Colegio Salesiano Sagrado Corazón de Jesús hasta la Iglesia del Purísimo Corazón de María de Cartaojal. En el año 1964 se creó la Hermandad del Santísimo Cristo del Perdón, con un trono comprado y reformado por la gente del pueblo. Uno de sus primeros Hermanos Mayores fue José Lara Torres que era Alcalde Pedáneo de Cartaojal, al que le siguió D. Cristóbal López Granados y actualmente es D. Enrique Caro Arjona. 
La Hermandad ha pasado por diversas etapas hasta llegar a su época dorada con Juan Carrasco Benítez, que ha vigorizado la asociación en los últimos años y que es actualmente el Presidente de la Cofradía del Santísimo Cristo del Perdón y del Sagrado Corazón de María en sus Dolores Gloriosos. Si durante algunos años se procesionaba tan solo la imagen del cristo, sin trono, en un viacrucis por las calles del pueblo, con la llegada de su actual presidente la cofradía ha aumentado a dos el número de imágenes procesionadas y lo hacen en sus respectivos tronos que son portados por hombres en el caso del Cristo y por mujeres en el de la Dolorosa.

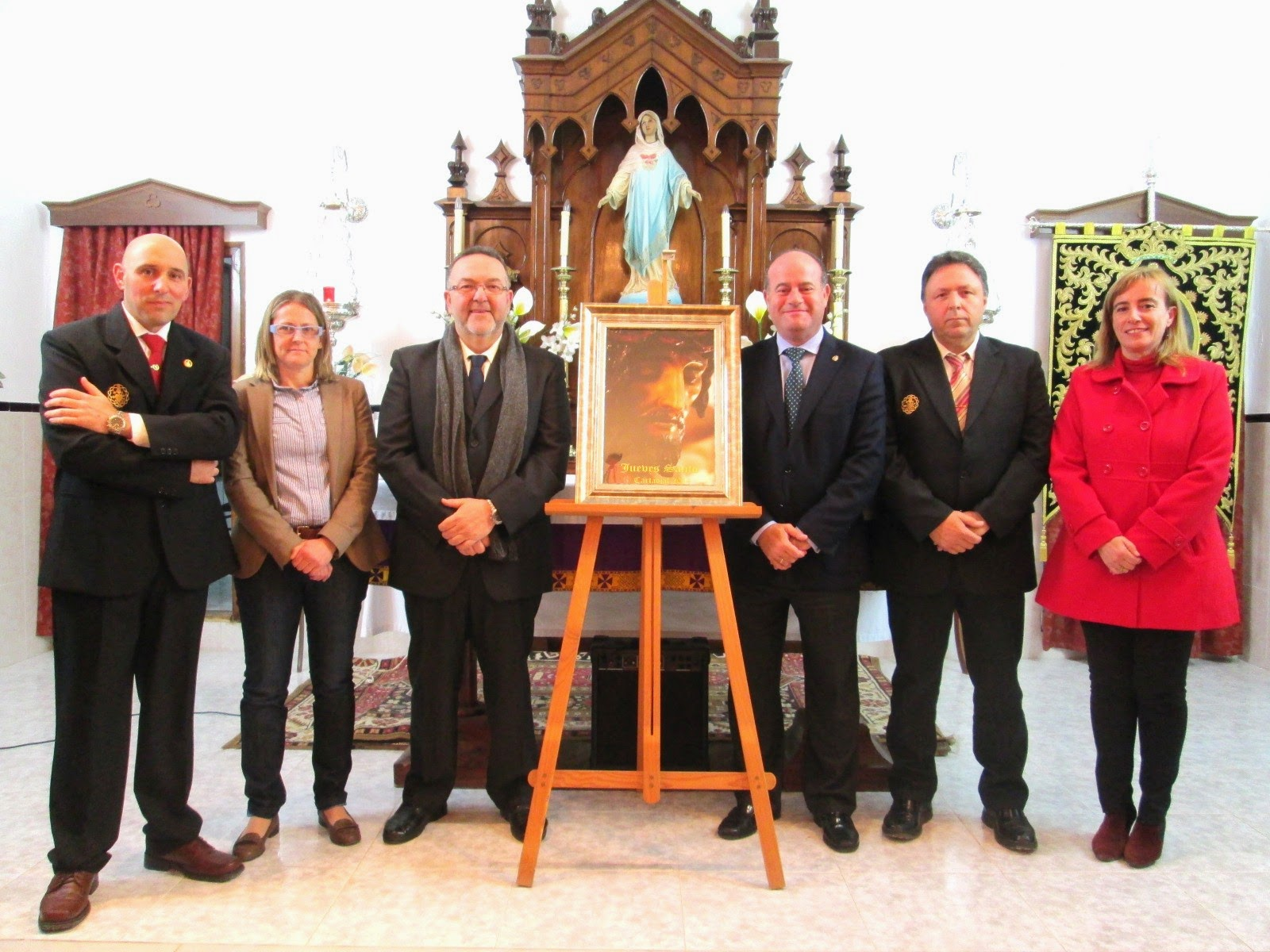
Pregón Semana Santa Cartaojal

El día grande de las procesiones de esta localidad es el Jueves Santo, día en el que procesionan sus dos titulares en un recorrido por la mayor parte de las calles del pueblo. Las imágenes son acompañadas por un séquito formado por la Banda de Cornetas y Tambores de Cartaojal, campanilleros, mujeres vestidas de mantilla y un gran número de vecinos del pueblo. Durante el recorrido varios cantaores interpretan saetas en honor al Cristo y a la Dolorosa.
La Cofradía aumenta cada año el número de actos organizados en torno a su Semana Santa. En la actualidad tiene gran aceptación la llamada Procesión de los Tronos Chicos que se celebra el Martes Santo y en las que niños y niñas recorren las calles de Cartaojal portando imágenes a escala de distintos tronos.
En 2014 celebró por primera vez su pregón que estuvo a cargo del poeta cartaojaleño Francisco José Pozo Cabello que expuso su visión particular de la Semana Santa de Cartaojal desde su infancia hasta la actualidad.

## Medios de comunicación de Cartaojal
Esta población cuenta con varios medios de comunicación: La revista la Zaranda de Cartaojal, la web cartaojal.com, telecartaojal (televisión por Internet) y la plataforma Videopal Teleco Cartaojal que emite canales de diversa índole, incluyendo 2 con vídeos y noticias de Cartaojal (Telecartaojal y Videopal Teleco Cartaojal).

### La Zaranda de Cartaojal
La Zaranda de Cartaojal es una revista creada a principios del año 2000 a iniciativa de Julio Cívico, Alcalde Pedáneo de Cartaojal. Sus creadores fueron: Juan María Cívico, Juan Carrégalo, José Ángel López, Alfonso Madrigal, María Santana, María Mayorga, Carmen Burgos, María Benítez y Francisco Javier López. Su primer director fue Juan María Cívico "Mohino" y José Ángel López fue el encargado de la fotografía y la edición. La imagen que ha servido de cabecera para todos los números es una vista de la Peña de los Enamorados fotografiada desde la salida de Cartaojal hacia la Realenga, tomada por José Ángel López Pozo.
En la actualidad su director es Juan Carrégalo Conde, uno de sus fundadores, que ha dado un nuevo enfoque a la publicación. Si en un principio la revista era mensual y recogía principalmente noticias del pueblo, en la actualidad tiene un carácter temático y la publicación de sus distintos números no tiene una periodicidad definida, pudiendo transcurrir varios años entre uno y otro número. Su último número es el 26 que fue titulado "36 Historias en busca del pan", un especial dedicado a la emigración en Cartaojal y la comarca de Antequera, que fue publicado en abril del 2011. La imagen de portada de este último número es un dibujo del pintor cartaojaleño José Antonio Gómez Valderrama.

### Cartaojal.com, la página de Cartaojal en Internet
La página de Cartaojal en Internet nace un mes después que la Zaranda de Cartaojal, en el año 2000, y en un principio recibe el nombre de La Zaranda Digital. Desde el inicio, cartaojal.com ha enviado al mundo noticias, imágenes y vídeos de todo lo que sucede en Cartaojal. Su creador y director es José Ángel López Pozo que ha dado una evolución continua a la página en la que podemos encontrar: Noticias, galerías de imágenes, vídeos, encuestas y televisión en internet.
Actualmente cuenta también con un grupo en FACEBOOK, Cartaojal, que es un punto de encuentro entre los vecinos de esta población que viven en ella y los que se encuentran fuera.
Desde mayo de 2006 a noviembre de 2014 (periodo de tiempo del que se tienen datos) recibió 256.646 visitas, estando repartidas principalmente entre los siguientes países: 203.797 desde España, 15821 desde Estados Unidos, 12986 desde Alemania, 5549 desde Francia, 2616 desde China, 1863 desde Rusia, 1246 desde Ucrania, 987 desde México, 783 desde el Reino Unido y 492 desde Argentina, entre otros.

### Telecartaojal
Telecartaojal es una televisión en internet creada por José Ángel López el 23 de septiembre de 2009 como continuación de la web cartaojal.com. Su finalidad es la de emitir vídeos relacionados con los acontecimientos que tienen lugar en Cartaojal a través de la web cartaojal.com. 
El 15 de diciembre de 2014, Telecartaojal llegó a los televisores de Cartaojal a través de la plataforma Videopal Teleco Cartaojal que emite por cable. A través de esta vía emite también vídeos, de forma cíclica, de todo lo relacionado con Cartaojal.
Videopal Teleco Cartaojal, empresa de Palenciana que está ahora instalando cableado coaxial en la población, ofrecerá otro canal con contenido de Cartaojal, además de otros 50 canales de contenido temático y general.

## Ruta Mozárabe (Camino de Santiago)
Por Cartaojal pasa una de las rutas mozárabes del camino de Santiago que partiendo de Málaga se une en Córdoba con las que viene de Granada y de otros puntos de Andalucía, para continuar hasta Mérida donde se une con la ruta de la plata. Esta ruta está siendo revitalizada por la Asociación Jacobea de Málaga.
El Camino Mozárabe de Málaga empieza en la Iglesia de Santiago de Málaga, pasa por Almogía, Villanueva de la Concepción, Antequera, Cartaojal y Cuevas Bajas. Ya en Córdoba sigue por Encinas Reales, Lucena, Cabra, Doña Mencía, Baena, Castro del Río, Espejo y Santa Cruz hasta la capital del Califato. Desde Córdoba, el Camino continúa hasta Mérida y sigue por la Vía de la Plata hacia Cáceres, Salamanca y Zamora, para continuar por Orense y llegar a Santiago de Compostela.
Cada vez es mayor el paso de peregrinos. Al no existir albergue en esta localidad, los caminantes que deciden pernoctar en Cartaojal lo hacen en su Edificio de Usos Múltiples tras recibir autorización de la Alcaldesa Pedánea.
Como curiosidad, señalar que las fiestas de Cartaojal se celebran por Santiago. María Benítez, miembro de la Asociación de María Auxiliadora de Cartaojal, recaudó dinero para comprar una pequeña imagen de Santiago que ahora luce sobre una puerta del Edificio de Usos Múltiples.